# タガチャル (フーシン部)
タガチャル（モンゴル語: Taγačar、中国語: 塔察児、? - 1238年）は、13世紀初頭のフーシン部出身で、モンゴル帝国の華北方面タンマチ（辺境鎮戍軍）副司令官を務めた人物。『元史』などの漢文史料では塔察児(tǎcháér)と記される。

## 概要
タガチャルは「四駿」と称されたチンギス・カンの功臣ボロクルの一族で、幼い頃よりケシク（親衛隊）に入ってコルチ（箭筒士）となり、チンギス・カンに近侍していた。
チンギス・カンの死後、トルイ摂政時代には華北で盗賊が横行し殺人・掠奪を擅にすることが問題となり、トルイの命によって治安維持のためタガチャルが華北に派遣された。タガチャルは盗賊の首魁16名を捕縛・処刑したため、これ以後華北で大規模な盗賊の活動は見られなくなったという。
1229年にオゴデイが第二代皇帝に即位すると、翌1230年には金朝遠征が開始され、この遠征にタガチャルは「行省兵馬都元帥」の称号を授けられ従軍した。タガチャルの率いる軍団はケシク（宿営）、諸王の軍勢から1〜2名ずつモンゴル兵を抽出して編成された軍団で、同時期にモンゴル帝国の各地に派遣されたタンマチ（辺境鎮戍軍）の一つであった。タガチャルの同僚としてともに派遣された人物にジャライル部のテムデイがいるが、タガチャルとテムデイの関係はチンギス・カン時代に左翼万人隊長を務めたジャライル部のムカリと右翼万人隊長を務めたフーシン部のボロクルの関係をモデルにしたものと見られている。また、『聖武親征録』では金朝遠征で先鋒を務めたのはスブタイ・バートル、テムデイ・コルチ、グユク・バートル、タガチャルの4名であったと記されるが、この内スブタイとグユクがトルイ軍に属する前鋒で、テムデイとタガチャルはオゴデイ軍に属する前鋒であったと考えられている。ただし、前線で活躍したのは主にタガチャルのようで、テムデイが実践で功績を挙げたという記録は少ない。
タンマチを率いて南下したタガチャルはまず河東一帯を攻略して潼関の金軍を破り、河南一帯に入った。1231年には河中府を攻略し、1232年には白坡を渡ってトルイ軍と合流し、金朝遠征における最大の激戦である三峰山の戦いに挑み、これに勝利した。金朝の主力軍を破ったモンゴル軍は首都の開封を囲み（開封攻囲戦）、金側は質子を出すことで一時和議を結んだ。そこでオゴデイ・トルイは先に河北に帰還しタガチャル軍のみが現地に残っていたが、金の皇帝哀宗が蔡州城に逃れたためこれを追撃・包囲し、哀宗の自殺・蔡州城の攻略によって金朝は滅亡した（蔡州の戦い）。
金朝の征服後、タガチャルとテムデイは引き続き華北に駐屯し今度は南宋軍と対峙するようになった。この頃テムデイとタガチャルのタンマチは駐屯地で徴兵した漢人兵を編入して4万人隊からなる軍団を組織し、この軍団は後に「河南淮北蒙古軍」と呼称されるようになった。「モンゴル兵と現地兵の混成軍である」、「4つの万人隊からなる」、「戦闘の終了後も現地に駐屯し続ける」という要素はイラン方面に派遣されたチョルマグンのタンマチと一致する。「忽神碑」ではタガチャルの発案によりタンマチの華北駐屯が始まったかのように記されるが、実際にはタンマチの征服地での駐屯は全モンゴル帝国の辺境軍事政策の一環としてモンゴル帝国の中枢で立案されたものと考えられる。
1236年には南宋の光州・息州を攻略し、この功績によって息州の軍民3千戸が与えられた。1238年に寿州の戦いでタガチャルは亡くなったが、タガチャルの率いていたタンマチは後に「河南淮北蒙古軍」と改称され、タガチャルの子孫は代々この軍団を指揮するようになる。

## 子孫

### ベルグテイ
父のタガチャルと同様にコルチに任ぜられ、主にモンケ・カアンの治世に活躍した。1252年に父の率いていたタンマチ（この頃は「四万戸蒙古漢軍」と呼称されていた）の指揮権を引き継ぎ、淮水・漢水方面作戦に参加し両淮地方を平定する功績を挙げた。しかし1258年に襄陽・樊城の戦いの中で戦死してしまった。

### スルドタイ
南宋征服に従軍して江西の11城を攻略し、広東一帯にも進出する計画を立てていたが、論功行賞に至る前に亡くなってしまった。

## フーシン部タガチャル家
- ボロクル・ノヤン（Boroqul noyan ＞博爾忽/bóĕrhū, بورقول نويان/būrqūl nūyān）
  - 行省兵馬都元帥タガチャル（Taγačar ＞塔察児/tǎcháér）
    - 行省兵馬都元帥ベルグテイ（Belgütei ＞別里虎䚟/biélǐhŭdǎi）
      - 蒙古軍万戸ミリチャル（Miričar ＞密里察児/mìlǐcháér）
        - 江西道都元帥アルクイ（Alqui ＞阿魯灰/ālŭhuī）
          - イキレテイ（Ikiretei ＞亦乞列歹/yìqǐlièdǎi）

        - 蒙古軍万戸ベルケ・ブカ（Berke buqa ＞別里閣不花/biélǐgé bùhuā）
          - 服都万戸シリベキ（Siri begi ＞昔里別吉/xīlǐbiéjí）
            - 万戸カサル（Qasar ＞合撒児/hésāér）

      - 蒙古軍万戸スルドタイ（Suldutai ＞宋都䚟/sòngdōudǎi）

## ヒタイ方面タンマチ（後の河南淮北蒙古軍）司令官
1. 都行省テムデイ（Temüdei ＞忒木台/tèmùtái）
2. 行省兵馬都元帥タガチャル（Taγačar ＞塔察児/tǎcháér）
3. 行省兵馬都元帥ベルグテイ（Belgütei ＞別里虎䚟/biélǐhŭdǎi）
4. 蒙古軍万戸アウルクチ（A'uruγči ＞奥魯赤/àolŭchì）